# The Breakup Song (They Don't Write 'Em)
«The Breakup Song (They Don't Write 'Em)» es una canción escrita por Greg Kihn y Steve Wright y grabada por la banda de rock estadounidense The Greg Kihn Band. Es el primer sencillo del sexto álbum de estudio de la banda, RocKihnRoll de 1981. El estilo musical de la canción abarca el pop rock y el power pop.
La canción alcanzó el número 15 en la lista de sencillos Billboard Hot 100 y el número 5 en la lista Billboard Top Tracks.

## En la cultura popular
Ha aparecido en varias películas, como Beautiful Girls (1996), The Shootsmen (2006), The House of the Devil (2009) y Let Me In (2010) así como en el exitoso videojuego Grand Theft Auto V. Fue sampleada en "Gone" por Yelawolf en su EP Arena Rap (2008). 

## Lista de canciones
- sencillo de 7" (B-47149)[4]

1. "The Breakup Song (They Don't Write 'Em)" - 2:50
2. "When the Music Starts" - 2:34

- maxi de 12" (AS-11506)[5]

1. "The Breakup Song (They Don't Write 'Em)" - 3:42
2. "The Girl Most Likely" - 3:46
3. "Can't Stop Hurtin' Myself" - 4:30
4. "Valerie" - 2:44

## Posicionamiento en lista
| Lista (1981)                       | Posición |
| ---------------------------------- | -------- |
| Australia(Kent Music Report)       | 14       |
| Estados Unidos (Billboard Hot 100) | 15       |